# 퍼시 아들론
퍼시 아들론(Percy Adlon, 1935년 6월 1일~2024년 3월 10일)는 독일인 영화감독, 작가, 제작가이다.
수잔 아들론과 테너 루돌프 라우벤탈의 아들로 태어났다. 뮌헨에서 연극학, 예술사, 독일학을 공부했으며, 학생 연극단의 일원이었다. 1970년 첫 단편영화를 찍었다. 150편이 넘는 다큐멘터리를 찍었다. 1987년 바그다드 카페를 찍었다.